# Brachyglottis elaeagnifolia
Brachyglottis elaeagnifolia là một loài thực vật có hoa trong họ Cúc. Loài này được (Hook.f.) B.Nord. mô tả khoa học đầu tiên năm 1978.